# Grand Prix Bahrajnu 2025
Grand Prix Bahrajnu 2025 (oficiálně Formula 1 Gulf Air Bahrain Grand Prix 2025) se jela na okruhu Bahrain International Circuit v Sachíru v Bahrajnu dne 13. dubna 2025. Závod byl čtvrtým v pořadí v sezóně 2025 šampionátu Formule 1.

## Kvalifikace
Kvalifikace se uskutečnila 12. dubna 2025 v 19:00 místního času (UTC+3).
| Poř.                        | Č. | Jezdec                | Konstruktér                  | Časy v kvalifikaci | Časy v kvalifikaci | Časy v kvalifikaci | Pořadí na startu |
| Poř.                        | Č. | Jezdec                | Konstruktér                  | Q1                 | Q2                 | Q3                 | Pořadí na startu |
| --------------------------- | -- | --------------------- | ---------------------------- | ------------------ | ------------------ | ------------------ | ---------------- |
| 1                           | 81 | Oscar Piastri         | McLaren-Mercedes             | 1:31.392           | 1:30.454           | 1:29.841           | 1                |
| 2                           | 63 | George Russell        | Mercedes                     | 1:31.494           | 1:30.664           | 1:30.009           | 3                |
| 3                           | 16 | Charles Leclerc       | Ferrari                      | 1:31.454           | 1:30.724           | 1:30.175           | 2                |
| 4                           | 12 | Andrea Kimi Antonelli | Mercedes                     | 1:31.415           | 1:30.716           | 1:30.213           | 5                |
| 5                           | 10 | Pierre Gasly          | Alpine-Renault               | 1:31.462           | 1:30.643           | 1:30.216           | 4                |
| 6                           | 4  | Lando Norris          | McLaren-Mercedes             | 1:31.107           | 1:30.560           | 1:30.267           | 6                |
| 7                           | 1  | Max Verstappen        | Red Bull Racing-Honda RBPT   | 1:31.303           | 1:31.019           | 1:30.423           | 7                |
| 8                           | 55 | Carlos Sainz Jr.      | Williams-Mercedes            | 1:31.591           | 1:30.844           | 1:30.680           | 8                |
| 9                           | 44 | Lewis Hamilton        | Ferrari                      | 1:31.219           | 1:31.009           | 1:30.772           | 9                |
| 10                          | 22 | Júki Cunoda           | Red Bull Racing-Honda RBPT   | 1:31.751           | 1:31.228           | 1:31.303           | 10               |
| 11                          | 7  | Jack Doohan           | Alpine-Renault               | 1:31.414           | 1:31.245           |                    | 11               |
| 12                          | 6  | Isack Hadjar          | Racing Bulls-Honda RBPT      | 1:31.591           | 1:31.271           |                    | 12               |
| 13                          | 14 | Fernando Alonso       | Aston Martin Aramco-Mercedes | 1:31.634           | 1:31.886           |                    | 13               |
| 14                          | 31 | Esteban Ocon          | Haas-Ferrari                 | 1:31.594           | Bez času           |                    | 14               |
| 15                          | 23 | Alexander Albon       | Williams-Mercedes            | 1:32.040           | Bez času           |                    | 15               |
| 16                          | 27 | Nico Hülkenberg       | Kick Sauber-Ferrari          | 1:32.067           |                    |                    | 16               |
| 17                          | 30 | Liam Lawson           | Racing Bulls-Honda RBPT      | 1:32.165           |                    |                    | 17               |
| 18                          | 5  | Gabriel Bortoleto     | Kick Sauber-Ferrari          | 1:32.186           |                    |                    | 18               |
| 19                          | 18 | Lance Stroll          | Aston Martin Aramco-Mercedes | 1:32.283           |                    |                    | 19               |
| 20                          | 87 | Oliver Bearman        | Haas-Ferrari                 | 1:32.373           |                    |                    | 20               |
| 107 % času vítěze: 1:37.484 |    |                       |                              |                    |                    |                    |                  |
| Zdroj:                      |    |                       |                              |                    |                    |                    |                  |

Poznámky
1. 1 2  George Russell a Andrea Kimi Antonelli obdrželi penalizaci 1 místa na startu z důvodu opuštění garáže před potvrzením času restartu kvalifikace.

## Závod
Závod se uskutečnil 13. dubna 2025 v 18:00 místního času (UTC+3).
| Poř.   | No. | Jezdec                | Konstruktér                  | Počet kol | Čas/Odstoupení   | Start | Body |
| ------ | --- | --------------------- | ---------------------------- | --------- | ---------------- | ----- | ---- |
| 1      | 81  | Oscar Piastri         | McLaren-Mercedes             | 57        | 1:35:39.435      | 1     | 25   |
| 2      | 63  | George Russell        | Mercedes                     | 57        | +15.499          | 3     | 18   |
| 3      | 4   | Lando Norris          | McLaren-Mercedes             | 57        | +16.273          | 6     | 15   |
| 4      | 16  | Charles Leclerc       | Ferrari                      | 57        | +19.679          | 2     | 12   |
| 5      | 44  | Lewis Hamilton        | Ferrari                      | 57        | +27.993          | 9     | 10   |
| 6      | 1   | Max Verstappen        | Red Bull Racing-Honda RBPT   | 57        | +34.395          | 7     | 8    |
| 7      | 10  | Pierre Gasly          | Alpine-Renault               | 57        | +36.002          | 4     | 6    |
| 8      | 31  | Esteban Ocon          | Haas-Ferrari                 | 57        | +44.244          | 14    | 4    |
| 9      | 22  | Júki Cunoda           | Red Bull Racing-Honda RBPT   | 57        | +45.061          | 10    | 2    |
| 10     | 87  | Oliver Bearman        | Haas-Ferrari                 | 57        | +47.594          | 20    | 1    |
| 11     | 12  | Andrea Kimi Antonelli | Mercedes                     | 57        | +48.016          | 5     |      |
| 12     | 23  | Alexander Albon       | Williams-Mercedes            | 57        | +48.839          | 15    |      |
| 13     | 6   | Isack Hadjar          | Racing Bulls-Honda RBPT      | 57        | +56.314          | 12    |      |
| 14     | 7   | Jack Doohan           | Alpine-Renault               | 57        | +57.806          | 11    |      |
| 15     | 14  | Fernando Alonso       | Aston Martin Aramco-Mercedes | 57        | +1:00.340        | 13    |      |
| 16     | 30  | Liam Lawson           | Racing Bulls-Honda RBPT      | 57        | +1:04.435        | 17    |      |
| 17     | 18  | Lance Stroll          | Aston Martin Aramco-Mercedes | 57        | +1:05.489        | 19    |      |
| 18     | 5   | Gabriel Bortoleto     | Kick Sauber-Ferrari          | 57        | +1:06.872        | 18    |      |
| Ret    | 55  | Carlos Sainz Jr.      | Williams-Mercedes            | 45        | Následky nehody  | 8     |      |
| DSQ    | 27  | Nico Hülkenberg       | Kick Sauber-Ferrari          | 57        | Opotřebení desky | 16    |      |
| Zdroj: |     |                       |                              |           |                  |       |      |

Poznámky
1. ↑  Jack Doohan obdržel penalizaci 5 sekund za opakovaná překročení traťových limitu.
2. ↑  Liam Lawson skončil 13., obdržel ale penalizaci 5 sekund za kolizi s Lancem Strollem a penalizaci 10 sekund za kolizi s Nicem Hülkenbergem.
3. ↑  Nico Hülkenberg skončil 15., po závodě byl ale diskvalifikován pro přílišné opotřebení kluzné desky.

## Průběžné pořadí po závodě
|        | Pořadí | Jezdec          | Body |
| ------ | ------ | --------------- | ---- |
|        | 1      | Lando Norris    | 77   |
| 1      | 2      | Oscar Piastri   | 74   |
| 1      | 3      | Max Verstappen  | 69   |
|        | 4      | George Russell  | 63   |
| 1      | 5      | Charles Leclerc | 32   |
| Zdroj: |        |                 |      |

|        | Pořadí | Konstruktér                | Body |
| ------ | ------ | -------------------------- | ---- |
|        | 1      | McLaren-Mercedes           | 151  |
|        | 2      | Mercedes                   | 93   |
|        | 3      | Red Bull Racing-Honda RBPT | 71   |
|        | 4      | Ferrari                    | 57   |
| 1      | 5      | Haas-Ferrari               | 20   |
| Zdroj: |        |                            |      |